# Dryobotodes uniformis
Dryobotodes uniformis är en fjärilsart som beskrevs av Rudolf Pinker 1976. Dryobotodes uniformis ingår i släktet Dryobotodes och familjen nattflyn. Inga underarter finns listade i Catalogue of Life.